# Стрит-арт

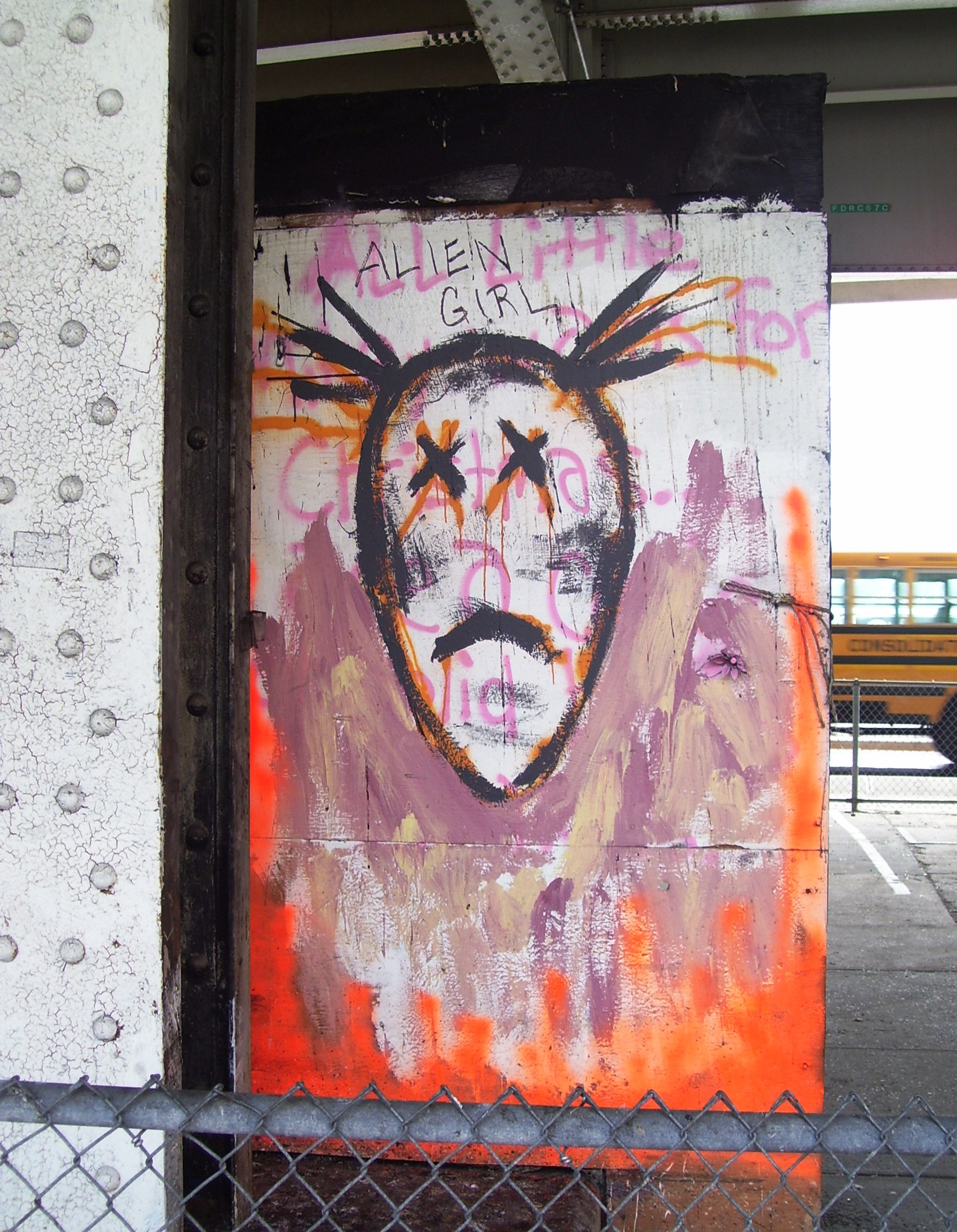
Стрит-арт в квартале Кипс-Бей на Манхэттене

Стрит-арт (англ. Street art — уличное искусство) — направление в современном изобразительном искусстве, отличительной особенностью которого является ярко выраженный урбанистический характер.
Основной частью стрит-арта является граффити (иначе спрей-арт), но нельзя считать, что стрит-арт — это и есть граффити. К стрит-арту также относятся постеры (некоммерческие), трафареты, различные скульптурные инсталляции и т. п. В уличном искусстве важна каждая деталь, мелочь, тень, цвет, линия. Художник создает свой стилизованный логотип — «уникальный знак» и изображает его на участках городского ландшафта. Самое главное в стрит-арте — не присвоить территорию, а вовлечь зрителя в диалог и показать различную сюжетную программу.
До 2012 года ни в одном музее мира не существовало отделов коллекционирования и хранения стрит-арта, пока в Санкт-Петербурге не открылся Музей стрит-арта: его миссией является хранение и предоставление информации об уличном искусстве, помощь в реализации новаторских проектов молодых художников, внедрение нового подхода к развитию индустриальных территорий и удаленных от центра районов посредством творческих практик и современного искусства.
Следует различать термины «стрит-арт» и «паблик-арт». Первый термин чаще всего относят к нелегальным и несанкционированным действиям в публичном пространстве, тогда как второй термин этого не подразумевает.

## История

### Истоки
Опубликованный в 1918 г. российскими футуристами Декрет № 1 «О демократизации искусств (заборная литература и площадная живопись)» гласит:

Товарищи и граждане, мы, вожди российского футуризма — революционного искусства молодости — объявляем:
1. Отныне вместе с уничтожением царского строя отменяется проживание искусства в кладовых, сараях человеческого гения — дворцах, галереях, салонах, библиотеках, театрах.
2. Во имя великой поступи равенства каждого пред культурой Свободное Слово творческой личности пусть будет написано на перекрестках домовых стен, заборов, крыш, улиц наших городов, селений и на спинах автомобилей, экипажей, трамваев и на платьях всех граждан.
3. Пусть самоцветными радугами перекинутся картины (краски) на улицах и площадях от дома к дому, радуя, облагораживая глаз (вкус) прохожего.
Художники и писатели обязаны немедля взять горшки с красками и кистями своего мастерства иллюминовать, разрисовать все бока, лбы и груди городов, вокзалов и вечно бегущих стай железнодорожных вагонов.
Пусть отныне, проходя по улице, гражданин будет наслаждаться ежеминутно глубиной мысли великих современников, созерцать цветистую яркость красивой радости сегодня, слушать музыку — мелодии, грохот, шум — прекрасных композиторов всюду.

Пусть улицы будут праздником искусства для всех.— Владимир Маяковский, Давид Бурлюк, А.Каменский («Газета футуристов». — М., 15 марта, 1918)
По легенде, история граффити начинается в 1942 году, во время Второй мировой войны, когда рабочий Килрой принимается писать 'Kilroy was here' на каждом ящике с бомбами, которые производят на фабрике в Детройте. Солдаты в Европе воспроизводят эту фразу на стенах, устоявших во время бомбардировок. Позже к этому первому проявлению вируса присоединяются подписи Корнбреда в Филадельфии в 1950-х — 1960-х годах. Художник берёт город приступом вместе с Cool Erl и Top Cat. Втроём они создают граффити, в подлинном смысле давая начало этому течению.

### 1970-е годы
Из Филадельфии течение в конце 1960-x годов приходит в Нью-Йорк. Там всё начиналось в квартале Washington Heights в Манхэттене. В 1971 году «тег» распространяется повсюду, покрывая стены вагонов метро. Julio 204 — первый, кто помещает номер своей улицы рядом со своим псевдонимом. Первым райтером, признанным за пределами собственного квартала, стал Taki 183. Он оставляет следы своего присутствия в очень многих городских местах, становясь своеобразным «поджигателем» и провоцируя волну подражаний среди многих райтеров.
В то же время начинает появляться новая форма. 1972 год отмечает рождение нового эстетического языка. В то время как между райтерами, ищущими славы посредством своих псевдонимов, вспыхивает настоящая война, некоторые из них для того, чтобы как-то отличиться, используют неожиданные стилистические включения. Так зародилась основа стиля граффити, используемого и сегодня.

### 1980-е годы
Быстрый и бесконтрольный рост движения вызывает определённый интерес культурных инстанций, от критиков до галерей. Поэтому начало 1980-х отмечает впечатляющее количество выставок, где молодые райтеры получают признание как художники в полном смысле этого слова. В 1981 году престижный журнал Artforum посвящает статью явлению Fashion Moda. В том же году райтеры принимают участие в выставке PSI New York/New Wave вместе с другими художниками, среди которых Жан-Мишель Баскиа, Фред Гэри, а также Джозеф Кошут, Уильям Берроуз, Нэн Голдин, Энди Уорхол и Лоуренс Вайнер. В 1982 году Fashion Moda выставляется на Dokumenta 7 в Касселе, Германия. С тем же озадачивающим очевидным успехом первые райтеры выставляются во многих музеях Европы параллельно с выставками в лучших галереях Нью-Йорка.
Одновременно с художественным признанием искусство граффити испытывает на себе жесткие санкции, которые вынуждают его развиваться вне метро и улиц. Давление оказывает значительный и подчас фатальный эффект на художественное развитие многих райтеров. Но не все смиряются с этим, и кое-кто ищет новые пути развития, дающие место многочисленным ответвлениям. С этого момента движение получает второе дыхание и обеспечивает себе дальнейшее развитие.

### 1990-е годы
Во Франции в 1990-х самым ярким представителем стрит-арта стал художник Space Invander (Захватчик). Он создавал мозаичные композиции в виде фигур инопланетян из аркадной видеоигры Space Invaders и расклеивал их в публичных местах по всему миру.

### 2000-е годы

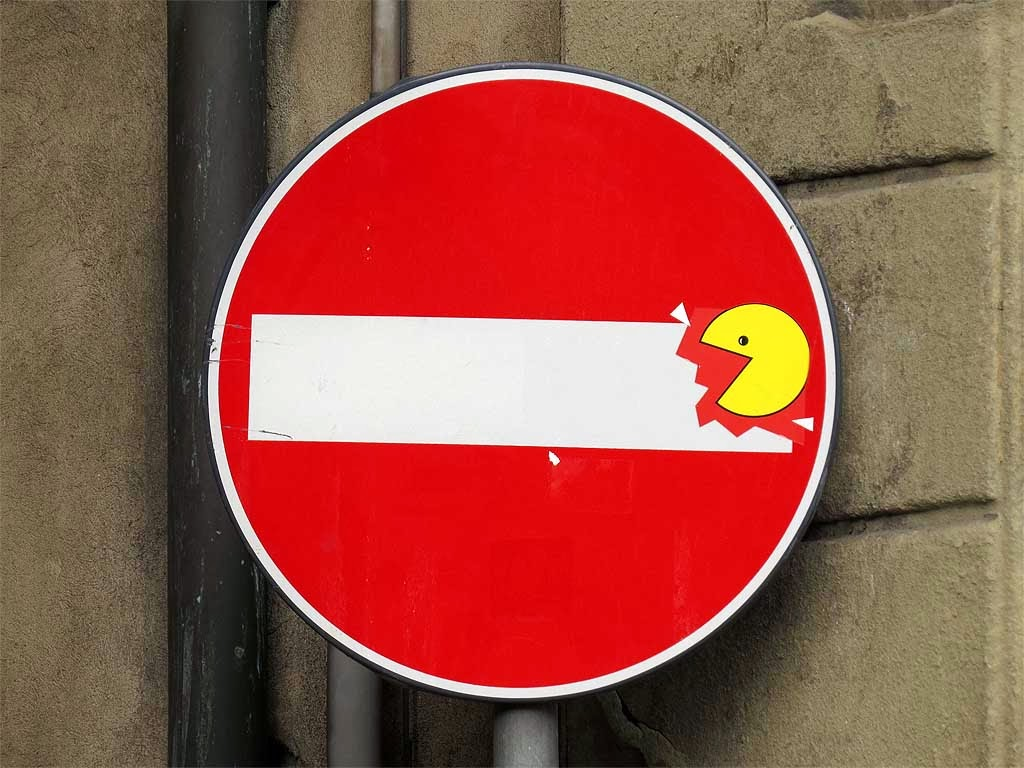
Запрещающий знак с Pac-Man. Клет Абраам

Последнее десятилетие отмечает разнообразие направлений, которые выбирает стрит-арт. Восхищаясь старшим поколением, молодые райтеры отдают себе отчёт в важности разрабатывания собственного стиля. Таким образом возникают всё новые ответвления, предсказывающие движению богатое будущее. Новые разнообразные формы стрит-арта подчас превосходят по своему размаху всё, что было создано до этого.

В 2012 году в Санкт-Петербурге открылся первый в России Музей стрит-арта. Он не имеет аналогов в мире, так как находится на территории действующего производства — Завода слоистых пластиков. 
«Санкт-Петербург, 2012 год — на территории действующего завода слоистых пластиков открылся Музей уличного искусства. И хотя первая выставка состоялась только в 2014 году, музей всё равно сохранил за собой статус первого подобного культурного учреждения в мире. Странно, что от момента оформления стрит-арта в полновесное художественное движение до открытия первого посвящённого ему музея прошло столь продолжительное время».
Территория музея делится на две зоны — постоянную экспозицию на действующем производстве Завода слоистых пластиков и публичную площадку, где проходят временные выставки и массовые мероприятия.

## Техника

### Трафарет

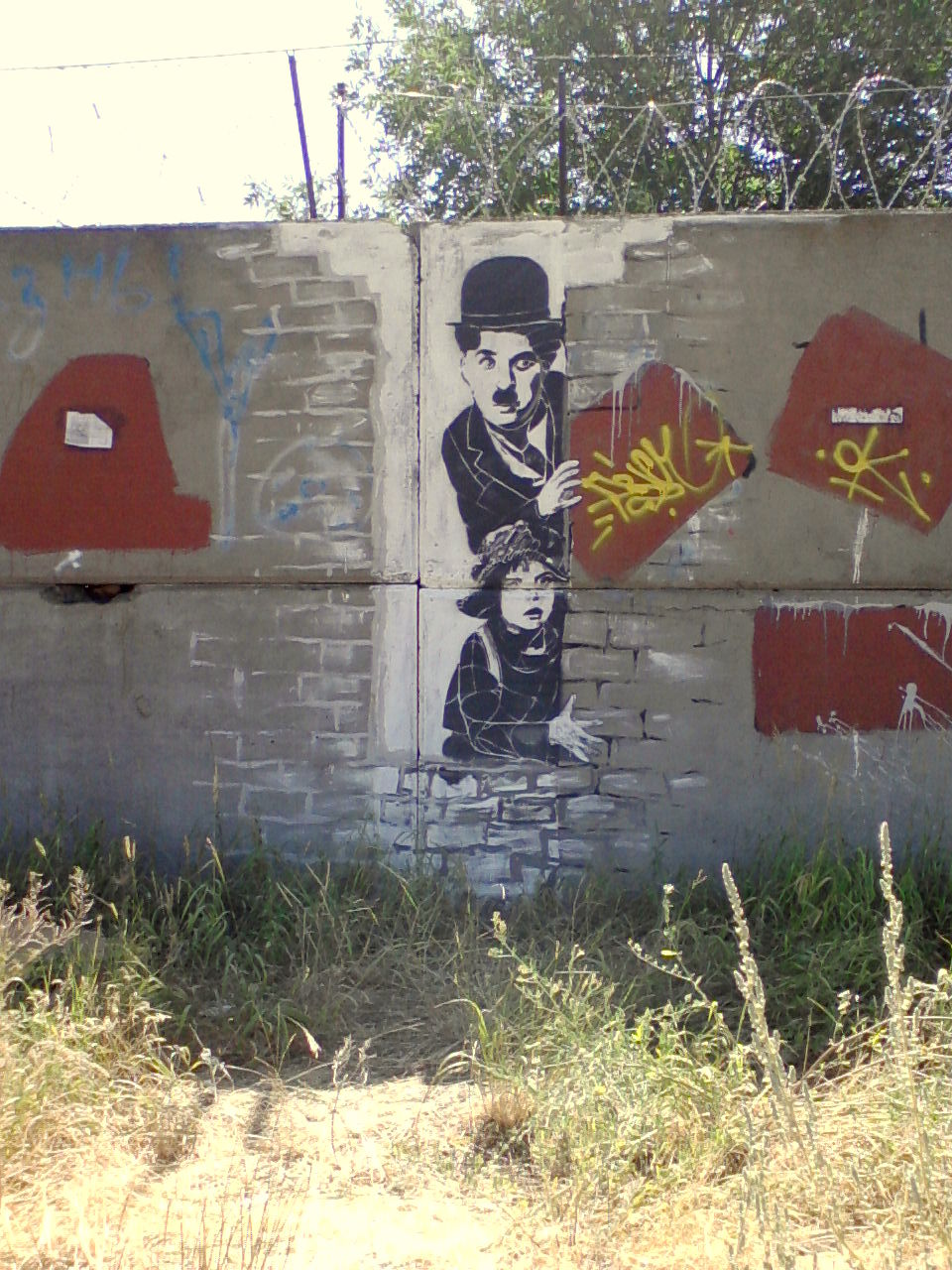
Однослойный трафарет

Трафарет (англ. stencil) — приспособление, использующееся для нанесения на различные поверхности большого количества идентичных изображений, а иногда для достижения специального художественного эффекта; этим термином также обозначается изображение, созданное с помощью данного приспособления. Приспособление представляет собой небольшой лист из прозрачной плёнки или, чаще, плотной бумаги, в котором вырезаны несколько сегментов, составляющих исходное изображение. Известные художники в этом направлении: Бэнкси, Blek le Rat.

### Постер-арт
Постер-арт (англ. poster art, wheatpaste) — направление в стрит-арте, использующее в качестве носителя различные виды бумаги, на которых возможна печать, либо нанесение красок. В английской терминологии используется слово «wheatpaste», так как расклеивание постеров производится, как правило, с помощью клейстера. Самым известным постер-арт художником является Шепард Фейри. Пионером этого направления (как, впрочем, и всего стрит-арта в целом) является Эрнест Пиньон-Эрнест.

### Уличная инсталляция
Уличная инсталляция — разновидность инсталляции, выполненной несанкционированно в городском пространстве. Известные художники в этом направлении: Space Invader, Марк Дженкинс.

### Мурал

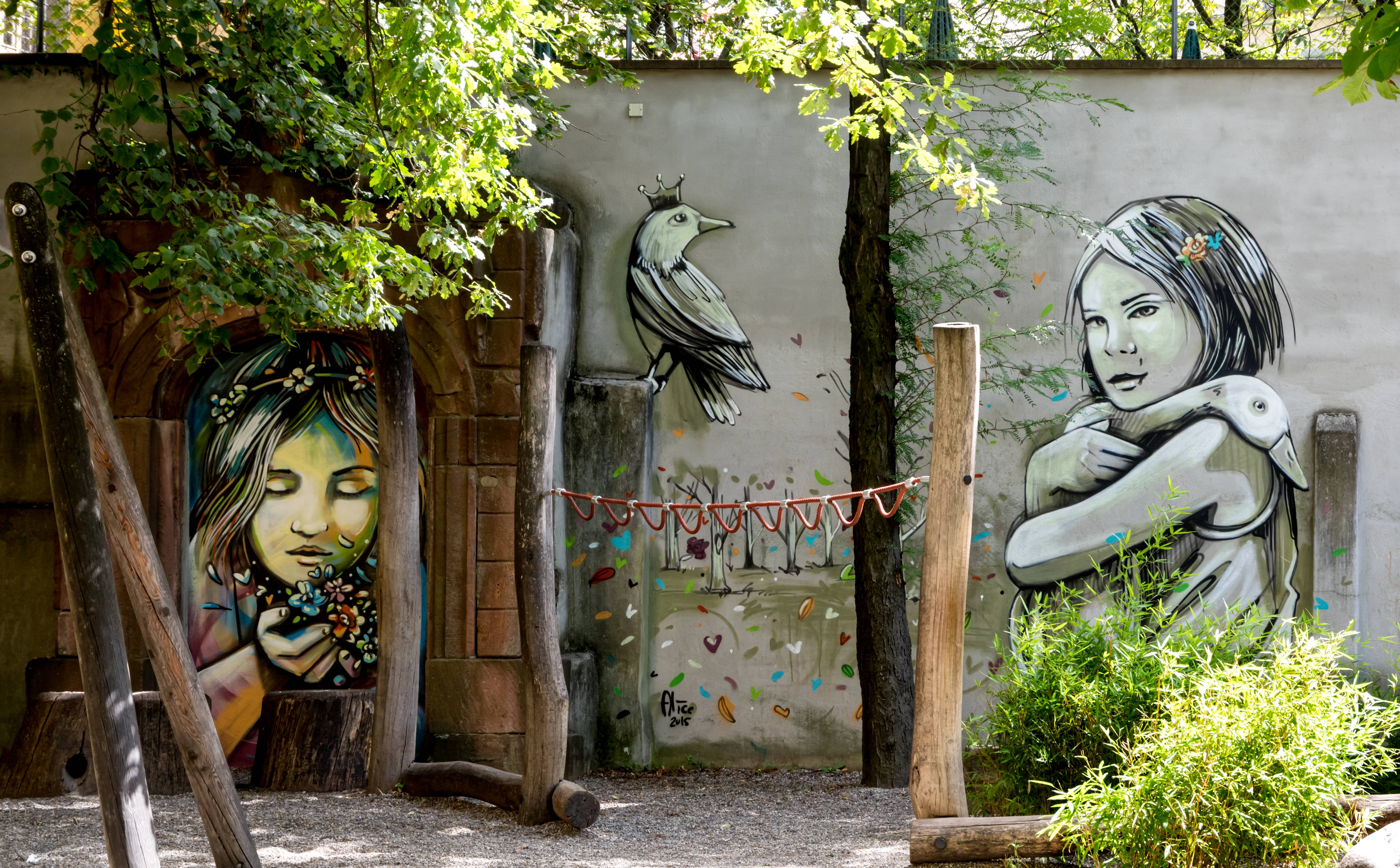
Мурал во Фрайбурге-им-Брайсгау художницы Аличе Пасквини.

Мурал (исп. mural) — многозначный термин, описывающий произведения настенной живописи большого размера. В связи с тем, что произведения такого масштаба как правило делаются по согласованию, мурал скорее можно отнести к паблик-арту и монументальной живописи. Однако, большинство современных художников этого направления начинали как граффити и стрит-арт деятели. Известные художники: Os Gemeos, ROA, Blu, Faith47, Aryz, Аличе Пасквини.

### Уличный перформанс
Уличный перформанс — разновидность перформанса, исполненная в городском пространстве. Здесь, в отличие от других направлений, произведением является действие, мероприятие или создание ситуации, свидетелями или участниками которых становятся случайные зрители. Зачастую перформансы в общественном пространстве именуют «акциями». В России известными примерами являются акции московских концептуалистов, Авдея Тер-Оганьяна, Анатолия Осмоловского, Петра Павленского, Pussy Riot, а также «монстрации» Артёма Лоскутова. Стоит заметить, что несмотря на ярко выраженную урбанистичность и несогласованность этих акций, стрит-артом их называют редко, что демонстрирует определённые границы этого термина. Уличный перформанс часто может быть связан с активизмом и концепциями глушения культуры, флешмоба, дрейфа и деторнемента.